# Isole Cook ai Giochi della XXXIII Olimpiade
Le isole Cook hanno partecipato ai Giochi della XXXIII Olimpiade, che si sono svolti a Parigi dal 26 luglio all'11 agosto 2024, con una delegazione di 2 atleti, un uomo e una donna.

## Delegazione
| Sport            | Uomini | Donne | Totale |
| ---------------- | ------ | ----- | ------ |
| Atletica leggera | 1      | 0     | 1      |
| Nuoto            | 0      | 1     | 1      |
| Totale           | 1      | 1     | 2      |

## Risultati

### Atletica leggera
| Q | Qualificato al turno successivo per la posizione in qualificazione                                                           |
| q | Qualificato per il turno successivo per ripescaggio o, negli eventi su campo, conquistando la misura minima per qualificarsi |

Maschile
Eventi su pista e strada
| Atleta       | Evento      | Batteria  | Batteria  | Semifinale | Semifinale | Finale    | Finale    |
| Atleta       | Evento      | Risultato | Posizione | Risultato  | Posizione  | Risultato | Posizione |
| ------------ | ----------- | --------- | --------- | ---------- | ---------- | --------- | --------- |
| Alex Beddoes | 800 m piani | dns       | dns       | dns        | dns        | dns       | dns       |

### Nuoto
| Atleta           | Gara                     | Batterie | Batterie | Semifinali      | Semifinali      | Finale          | Finale          |
| Atleta           | Gara                     | Tempo    | Pos.     | Tempo           | Pos.            | Tempo           | Pos.            |
| ---------------- | ------------------------ | -------- | -------- | --------------- | --------------- | --------------- | --------------- |
| Lanihei Connolly | 100 metri rana femminili | 1'10"45  | 32ª      | non qualificata | non qualificata | non qualificata | non qualificata |